# Haus Broich (Jülich)

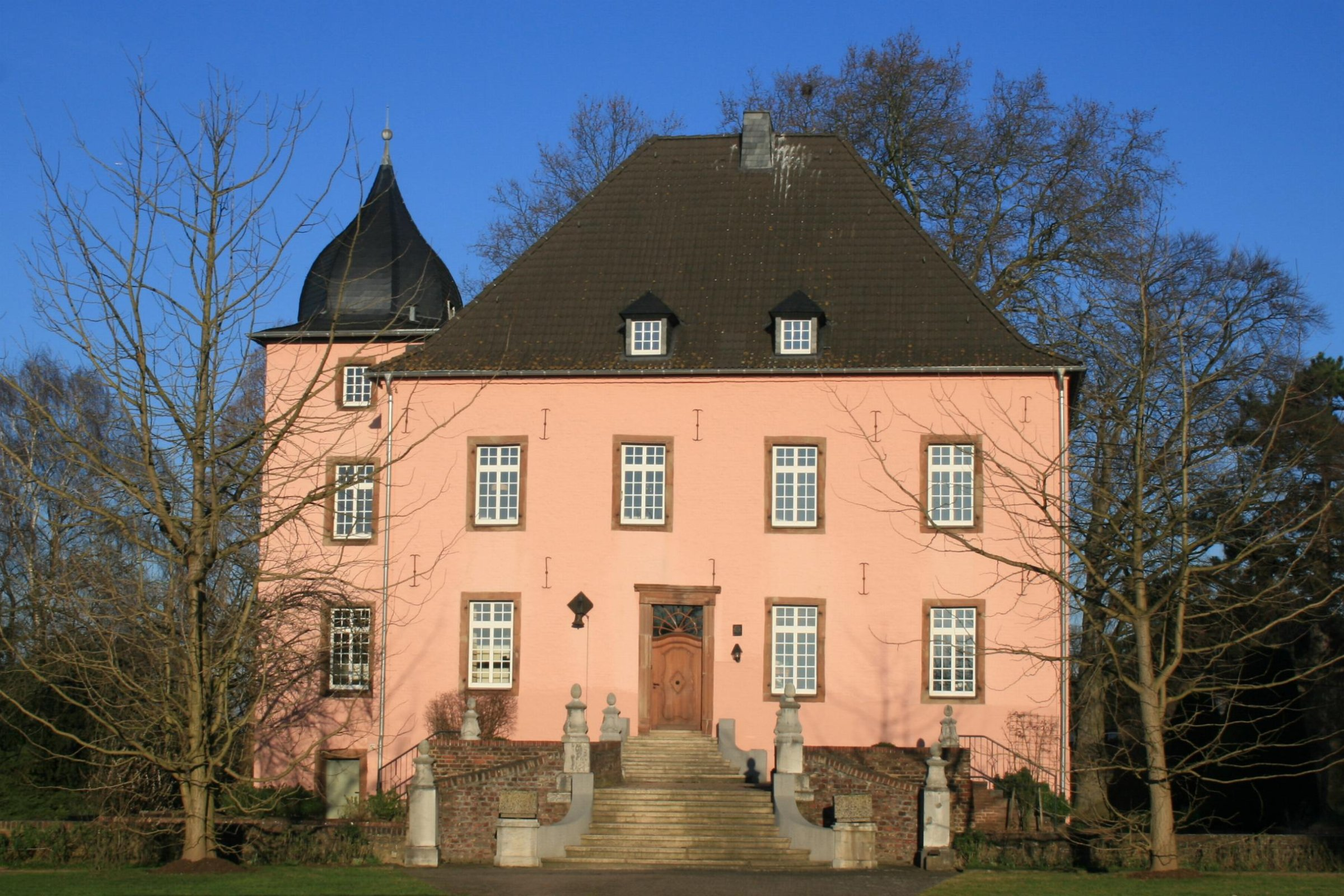
Haus Broich, Herrenhaus

Haus Broich (mit rheinischem Dehnungs-i, gesprochen Brooch), seltener auch Schloss Hallberg genannt, ist ein ehemaliger Adelssitz im Jülicher Stadtteil Broich. Aus einer mittelalterlichen Motte entstanden, gehören zum Anwesen heute ein wasserumwehrtes, barockes Herrenhaus, die Ruine seiner einstigen Vorburg, ein ehemaliges Wirtschaftsgebäude sowie ein Garten und ein Landschaftspark.
Herausragendstes Ereignis in der Geschichte des Hauses war die Übernachtung des französischen Königs Ludwig XIV., der im Mai 1672 auf seinem Weg nach Neuss dort sein Quartier aufschlug.
Die Anlage steht seit dem 1. September 1986 unter Denkmalschutz. Sie befindet sich in Privatbesitz und ist nicht zu besichtigen.

## Geschichte

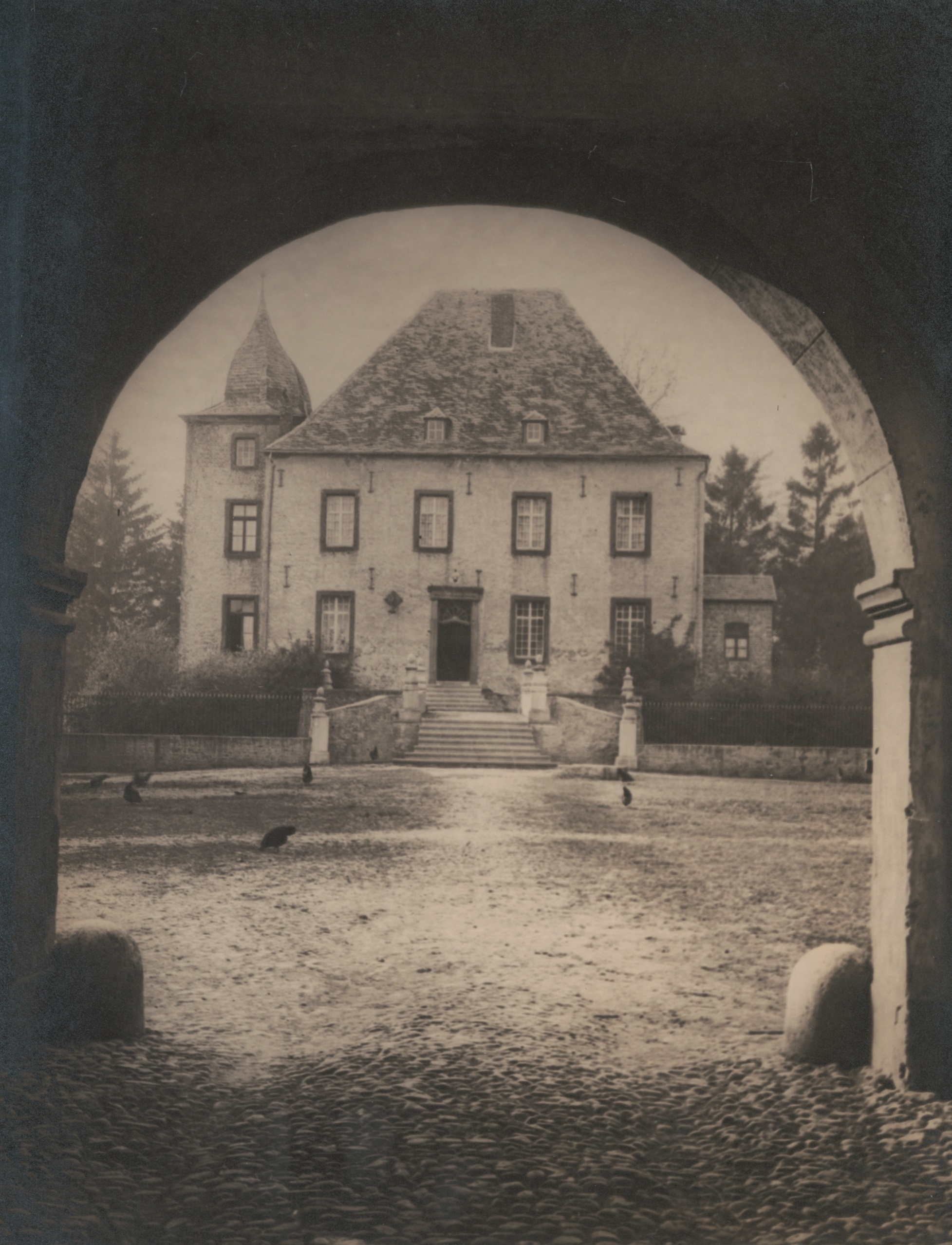
Ansicht des Herrenhauses 1915

Haus Broich ging aus einer Turmhügelburg (Motte) hervor, die in einem sumpfigen Gebiet errichtet wurde. Darauf weist das Wort Broich hin, was so viel wie feuchte Wiese, Bruch- oder Sumpflandschaft bedeutet. Wahrscheinlich handelte es sich dabei um ein kleines, hölzernes Gebäude, das auf einem künstlich aufgeworfenen Hügel errichtet wurde und von einem Wassergraben umgeben war. Erstmals urkundlich erwähnt wurde die Anlage Mitte des 14. Jahrhunderts, als sie im Besitz der Familie Mulart von Broich war.
Im 15. Jahrhundert gehörte das Anwesen der Familie von Wachtendonk. Bis in das 18. Jahrhundert folgten zahlreiche Besitzerwechsel. Die von Wachtendonks wurden von der Familie von Quadt beerbt, ehe Haus Broich an die Familie von Siegen kam. Im Laufe der Zeit war die hölzerne Motte durch ein steinernes Herrenhaus mit dazugehörigen Wirtschaftsgebäuden ersetzt worden. Das Wohngebäude war immerhin so komfortabel, dass der französische König Ludwig XIV. es für sich ausreichend erachtete und dort am 30. Mai 1672 Zwischenstation machte, als er auf dem Weg nach Neuss war.
1738 oder 1742 veräußerte die Familie von Siegen das Rittergut an den fürstlichen Hofkammerrat Peter Theodor von Hallberg (1691–1752) aus dem Adelsgeschlecht Hallberg, dem später auch das Haus Horrich in Brachelen gehörte. Seine Nachfahren, die auf Haus Broich ansässig waren, nannten sich nachfolgend nach diesem Besitz von Hallberg-Broich. Zu jenen gehörte der Schriftsteller und Forschungsreisende Karl Theodor von Hallberg-Broich, auch bekannt als der Eremit von Gauting, der 1768 auf Haus Broich zur Welt kam. Nachkommen Peter Theodor von Hallbergs wohnen noch heute dort.
Im Zweiten Weltkrieg wurde die Vorburg der Anlage bis auf die Außenmauern zerstört und teilte damit das Schicksal des gesamten Orts. Die Ruine wurde nachfolgend nur teilweise wiederhergestellt. Seit dem Tod von Juliana Gangloff Freifrau von Hallberg zu Broich 2013 wird der ehemalige Rittersitz von der Familie Gangloff zum Verkauf angeboten.

## Beschreibung
Haus Broich ist eine zweiteilige Anlage, bestehend aus einem Herrenhaus und einer südlich vorgelagerten Vorburg. Südwestlich des Herrenhauses liegt ein symmetrisch angelegter französischer Garten mit quadratischem Grundriss, dessen Ursprünge in das 18. Jahrhundert datieren und der heute als Obst- und Gemüsegarten genutzt wird. Nördlich des Herrenhauses und des Nutzgartens schließt sich ein kleiner Schlosspark an, der im Stil englischer Landschaftsgärten gehalten ist. Zur Anlage gehören außerdem ein kleiner Teepavillon mit einer Treppe aus Blaustein sowie ein langgestreckter Backsteinbau vom Anfang des 19. Jahrhunderts, der früher als Scheune und Backhaus diente. Er ist von einem Walmdach bedeckt und besitzt an seiner Schmalseite spitzbogige Fenster. Haus, Hof, Garten und Park sind von einer hohen Umfassungsmauer eingeschlossen.

### Herrenhaus

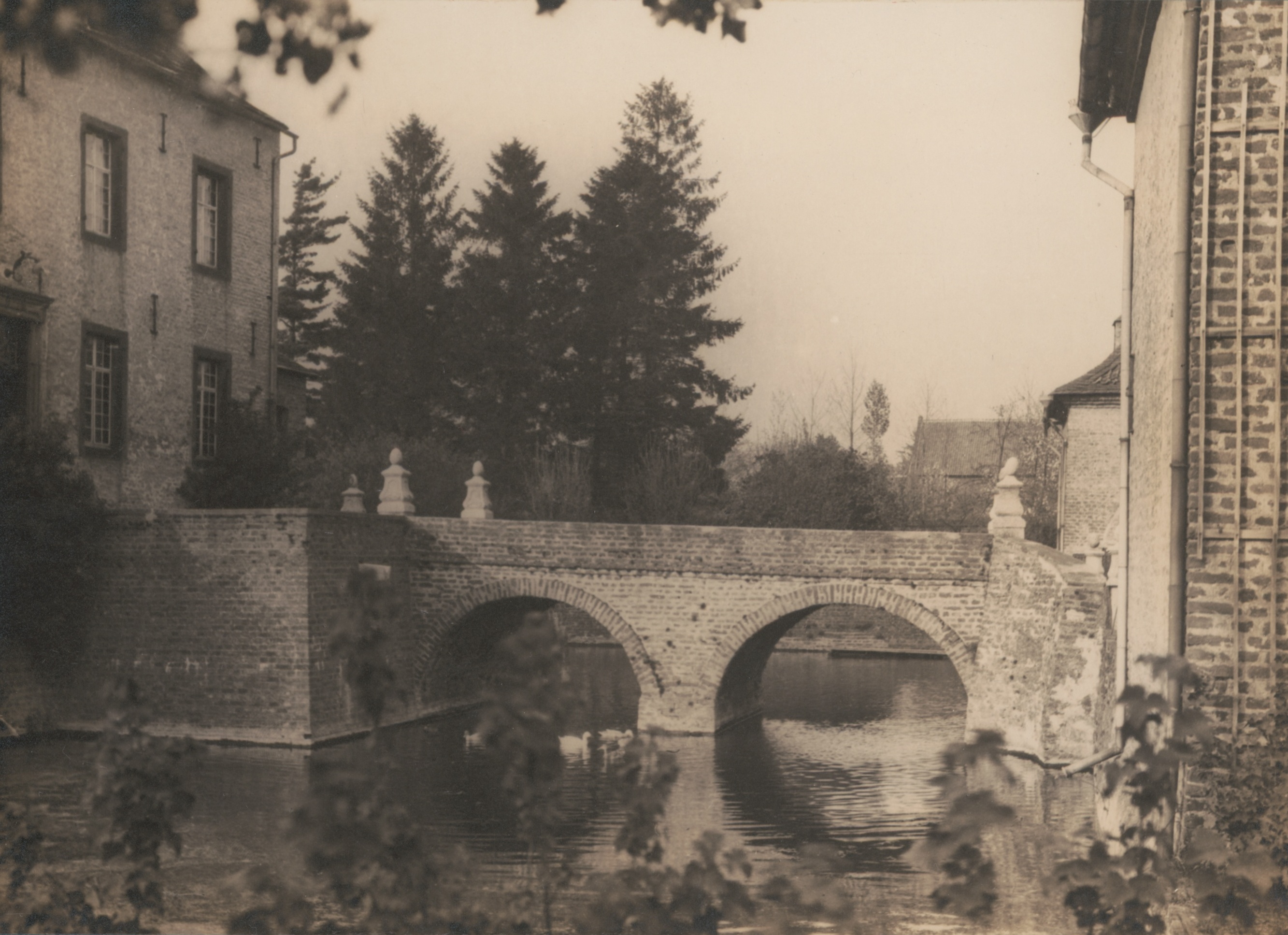
Verbindungsbrücke zwischen Herrenhaus und Vorburg 1915

Das barocke Herrenhaus ist ein einflügeliger Backsteinbau, der um die Mitte oder in der zweiten Hälfte des 17. Jahrhunderts errichtet wurde. Es steht auf einer kleinen, rechteckigen Insel, die allseitig von einem Wassergraben umgeben ist. Dieser misst zwischen 9 und 12,5 Meter in der Breite und besitzt beidseitig Futtermauern aus Backstein. Er ist der einzige verbliebene Rest eines ehemals größeren Grabensystems, dessen andere Gräben im Laufe der Zeit verfüllt wurden. Das zweigeschossige Haus besitzt einen etwa 15,5 × 13,5 Meter messenden Grundriss und wird von einem pfannengedeckten Walmdach abgeschlossen. Die verputzten Außenmauern sind rosa getüncht. Seine Schmalseiten werden durch rechteckige Fenster, die ein schlichtes Gewände aus behauenem Buntsandstein besitzen, in drei Achsen unterteilt. Die Längsseite des Hauses besitzt durch Fenster gleicher Machart vier Achsen. Eine zweibogige Brücke führt über den Wassergraben zu einer kleinen Terrasse, von der eine geschwungene Freitreppe weiter zum Eingang des Gebäudes führt. Dieser liegt entgegen barocker Gestaltungsprinzipien nicht in der Mittelachse des Baus, sondern ist etwas nach Westen versetzt. Bestimmende Schmuckelemente der kombinierten Brücken-Treppen-Anlage sind barocke Blausteinpfeiler mit aufgesetzten Pinienzapfen. An der südwestlichen Schmalseite des Gebäudes schließt sich diesem ein dreigeschossiger Turm auf rechteckigem Grundriss an. Obwohl er ein Stockwerk mehr als das Herrenhaus besitzt, überragt seine geschweifte, schiefergedeckte Haube das Herrenhausdach nur ein klein wenig. Ursprünglich besaß der Flankierungsturm ein Pendant an der nordöstlichen Schmalseite, doch nachdem dieser Turm 1860 eingestürzt war, wurden die Reste vollständig abgetragen und der Turm nicht wieder rekonstruiert. Bemerkenswerte Innenausstattung des Herrenhauses sind dessen tonnengewölbte Keller und eine schlichte Holztreppe aus der Zeit des Barocks.

### Vorburg

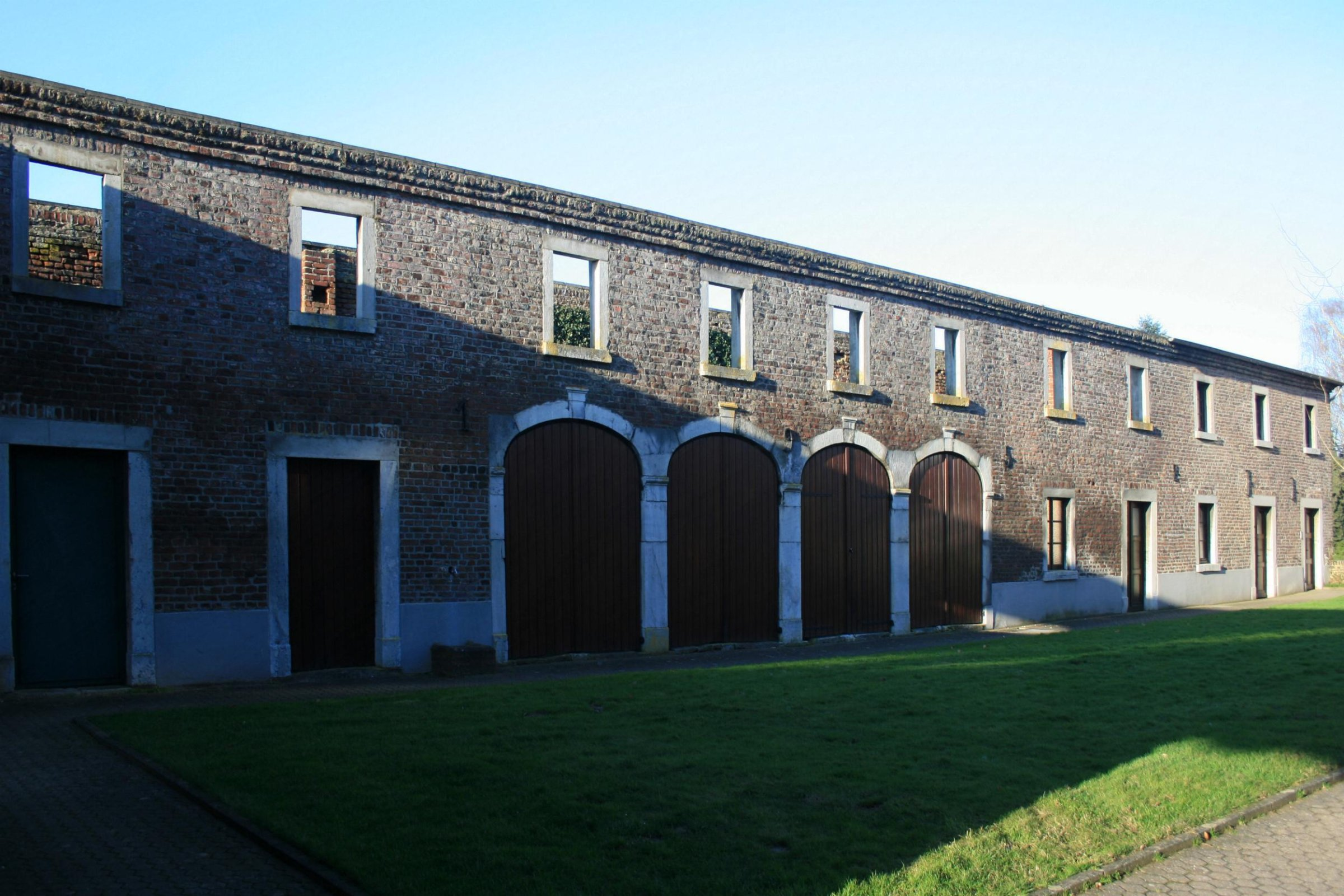
Teilruine der Vorburg

Von der ehemals dreiflügeligen Vorburg in Hufeisenform sind durch kriegsbedingte Zerstörung nur noch anderthalb Flügel als Teilruine erhalten. Die schlichten Gebäudetrakte aus Ziegelsteinen mit Formgliedern aus Blaustein stammen aus dem 18. Jahrhundert. Die Seitenflügel umfassten früher Scheunen und Ställe. Der Hauptflügel im Südosten ist durch einen Mittelrisalit formal betont. In diesem befindet sich der Torbau mit einer korbbogigen Tordurchfahrt, die von einer gequaderten Fassung umrahmt sind. Hofseitig finden sich über dem Torbogen das Wappen der Familie von Hallberg und die Jahreszahl 1743.
Auf der anderen Seite der Straße stehen gegenüber der Toreinfahrt zwei gemauerte Torpfeiler aus Backstein, auf die aus südöstlicher Richtung ein rund 380 Meter langer, geradliniger Weg zuführt. Jeder Pfeiler besitzt eine kugelförmige Bekrönung aus Blaustein sowie einen Prellstein aus gleichem Material.